# Феральторф
Феральторф (нім. Fehraltorf) — громада  в Швейцарії в кантоні Цюрих, округ Пфеффікон.

## Географія
Громада розташована на відстані близько 115 км на північний схід від Берна, 17 км на схід від Цюриха.
Феральторф має площу 9,5 км², з яких на 19,2% дозволяється будівництво (житлове та будівництво доріг), 52,7% використовуються в сільськогосподарських цілях, 26,8% зайнято лісами, 1,3% не є продуктивними (річки, льодовики або гори).

## Демографія
2019 року в громаді мешкало 6485 осіб (+10,2% порівняно з 2010 роком), іноземців було 18,2%. Густота населення становила 685 осіб/км².
За віковим діапазоном населення розподілялося таким чином: 22,1% — особи молодші 20 років, 60,8% — особи у віці 20—64 років, 17,1% — особи у віці 65 років та старші. Було 2714 помешкань (у середньому 2,4 особи в помешканні).
Із загальної кількості 4271 працюючого 58 було зайнятих в первинному секторі, 1171 — в обробній промисловості, 3042 — в галузі послуг.